# Protectorat de Gàmbia
El Protectorat de Gàmbia fou un territori britànic que va existir del 1894 al 1963 si bé el Protectorat i la Colònia foren de fet unificats després de 1935 i la distinció després d'aquest any era merament tècnica.

## Creació del Protectorat
El 1889 una convenció anglo-francesa va establir els límits de Gàmbia, indicant-se per més o menys la meitat del seu llarg que tindria deu kilòmetres per cada costat del riu. Els territoris dins d'aquest límits que no formaven part de la colònia, amb una superfície uns 10.000 km² o 4000 milles quadrades, foren declarats protectorat britànic. El govern de la colònia sobre les noves àrees adquirides, era impossible i es van designar dos comissionats, un per la riba nord i un per la riba sud. Per una Order-in-Council de novembre de 1893, el consell legislatiu de Gàmbia fou empoderat per promulgar Ordenances per l'administració del Protectorat.
La Protectorate Ordinance de 28 de desembre de 1894, que establia formalment el protectorat amb el govern indirecte britànic en l'administració de Gàmbia, declarava que totes les lleis i costums natives estarien en vigor en el territori del protectorat (excepte les que repugnessin a la justícia natural i no fossin incompatibles amb cap ordenança de la colònia que fos aplicable al territori del protectorat) i tindrien el mateix efecte que les regulacions fetes sota la pròpia ordenança. Ordenances posteriors publicades a la Gaseta del Govern, van estendre al protectorat les lleis de la colònia i les regulacions aplicables.
L'11 de gener de 1901 es va formar administrativament la Colònia i Protectorat de Gàmbia sota un governador que era al mateix temps el governador de la colònia, i que fins aleshores era titulat "administrador".
La Ordenança 30 de 1913 va compilar totes les ordenances prèvies vigents al Protectorat i va posar juntes de manera sistemàtica totes les provisions en una sola ordenança del Protectorat. Un altre moment important en la història administrativa de Gàmbia fou el nomenament de Herbert Tichmond Palmer com a governador el 1933. Palmer va emetre un Memoràndum polític per servir de guia als comissionats i altres oficials del govern treballant al protectorat i una sèrie d'ordenances per portar al protectorat en la línia de les teories administratives de Lord Lugard i Sir Donald Cameron. Encara que les regulacions de Palmer van portar pocs canvis immediats amb relació a l'ordenança de 1913 (que fou repetida el 1935) si que va canviar l'actitud de l'administració. Es va subratllar expressament la distinció entre els aparells administratius de la colònia i el protectorat i es van iniciar mesures efectives per definir les autoritats natives i el Institut de Tresoreries Natives. Amb la compilació normativa del 1935 la colònia i el protectorat van tendir a l'amalgamació i els dos comissionats existents van passar a ser cinc amb seus a Saint Mary, MacCarthy Island (Georgetown), North Bank, South Bank, i Upper River) subordinats a un Comissionat Principal (Senior Comissioner) resident a Bathurst; aquesta divisió i dependència sembla que no es va fer efectiva fins al final de la II Guerra Mundial.
Després de la II Guerra Mundial, els vents de canvi van arribar a Gàmbia. El 1954 una nova constitució fou introduïda que permetia una majoria electe de no oficials al consell legislatiu amb set representants de la colònia i set del Protectorat. Els dels Protectorat foren seleccionats per una complicat procediment indirecte; el nou sistema constituïa un important pas cap a la integració del Protectorat i la Colònia, i també reorganitzava una majoria de no oficials per ser nomenats pel governador després de consultar amb els membres electes del Consell Legislatiu. A més a més tres membres no oficials del Consell Executiu eren ministres d'estat i les seves responsabilitats ministerials foren retingudes. El següent pas fou la constitució de 1960 que va establir una Cambra de Representants conjunta per la colònia i el protectorat amb eleccions als dos sobre la base del sufragi universal dels adults; els caps van poder elegir 8 membres de la Cambra en deferència de la teoria de l'Autoritat Nativa; es va establir la responsabilitat ministerial per membres no oficials del Consell Executiu.
Després de la Conferència Constitucional de Londres de 1961 es va acordar concedir un complet autogovern. Es van celebrar eleccions el maig de 1962 que van donar la majoria al People's Progressive Party a la Cambra de Representants, i David (després Dawda) Jawara va esdevenir primer ministre. El 3 d'octubre de 1963 es va establir l'autonomia de Gàmbia que va portar a la independència el 18 de febrer de 1965 amb la reina d'Anglaterra com a cap d'estat fins a la proclamació de la república el 24 d'abril de 1970.

## Comissionats

### North Bank (1883-1935)
- 1893 - 1902 John Henry Ozanne
- 1902 - 1920 Howard Lloyd Pryce (o Price)
- 1920 - >1928 Emilius Hopkinson
- <1930 - >1931 R.W. Macklin
- 1932 - 1933 A.R. Clark
- 1933 - 1934 Emilius Hopkinson (segona vegada)
- 1934 - 1935 R.W. Macklin (segona vegada)
- 1935 - 1936 Kenneth Cecil Tours
- 1936 - 1939 A.J. Knott
- 1939 - 1941 F.A. Evans
- 1941 - 1942 G. Lorimer
- 1942 - 1944 Nicholas Master Assheton

### South Bank (1893-1935)
- 1893 - 1895? Cecil Frederick Sitwell
- 1895? - 1896? A.A. Hammill
- 1896 - 1897 Percy Errington Wainewright
- 1897? - 1899? Howard Lloyd Pryce (o Price)
- 1899 - 1900 Frederic Edgar Silva
- 1900 - 1903 A.K. Withers
- 1903 - 1905? W.B. Stanley
- 1905 - 1911 Hugh F. Sproston
- 1911? - 1920? Emilius Hopkinson
- 1920? - 1924? R.W. Macklin
- 1924? - 1925? L.A.W. Brooks
- 1925? - 1930? R.W. Macklin
- 1930?- 1932? Ernest Benjamin Leese
- 1932? - 1933? H.R. Oke
- 1933? - 1936? Ronald Henry Gretton
- 1936 - 1937? Ronald Graham Syme
- 1937? - >1939 R.G. Biddulph
- vers 1940 - 1944? Wilson Plant

### Senior Commissioners
- 1944 - 1950? Neil Archibald Campbell Weir
- 1950 - 1956 Gerald Humphrey Smith
- 1956 - 1959 Kenneth John Frazer
- 1959 - 1962 K.J.W. Lane